# Матриця лінійного відображення
У лінійній алгебрі, для векторних просторів {\displaystyle V} і {\displaystyle W} над полем {\displaystyle K} будь-яке лінійне відображення {\displaystyle T:V\to W} можна подати за допомогою матриці, яка  називається матрицею лінійного відображення. Дане представлення є зручним для обчислень  та дозволяє обчислювати композицію лінійних відображень через звичайний добуток матриць. 
Проте матриця лінійного відображення визначена не однозначно, а залежить від вибору базисів у просторах {\displaystyle V} і {\displaystyle W}. Матриці лінійного перетворення у різних базисах пов'язані матричною тотожністю із використанням матриць переходу між різними базисами.

## Означення
Нехай {\displaystyle V} є векторним простором розмірності {\displaystyle n} над полем {\displaystyle K} із вибраним на ньому базисом {\displaystyle {\mathcal {A}}=(\mathbf {a} _{1},\ldots ,\mathbf {a} _{n})}, а  {\displaystyle W} є векторним простором розмірності {\displaystyle m} над полем {\displaystyle K} із вибраним базисом {\displaystyle {\mathcal {B}}=(\mathbf {b} _{1},\ldots ,\mathbf {b} _{m}).} Нехай {\displaystyle T:V\to W} є лінійним відображенням між цими двома просторами.
Матрицею лінійного відображення {\displaystyle T} у базисах {\displaystyle {\mathcal {A}}} і {\displaystyle {\mathcal {B}}} (позначатиметься {\displaystyle M(T;{\mathcal {A}},{\mathcal {B}})})  називається матриця стовпцями якої є коефіцієнти розкладу векторів {\displaystyle T(\mathbf {a} _{j})} (тобто образів векторів базису {\displaystyle {\mathcal {A}}} ) у базисі {\displaystyle {\mathcal {B}}}.
Більш детально кожен вектор {\displaystyle T(\mathbf {a} _{j})\in W} можна у єдиний спосіб записати  через елементи {\displaystyle {\mathcal {B}}} визначивши коефіцієнти {\displaystyle a_{ij}}:
{\displaystyle T(\mathbf {a} _{j})=a_{1j}\mathbf {b} _{1}+a_{2j}\mathbf {b} _{2}+\dotsb +a_{mj}\mathbf {b} _{m}=\sum _{i=1}^{m}a_{ij}\mathbf {b} _{i}.}
Тоді матриця лінійного відображення у цих базисах матиме вигляд:
{\displaystyle M(T;{\mathcal {A}},{\mathcal {B}})={\begin{pmatrix}a_{11}&\dots &a_{1j}&\dots &a_{1n}\\a_{21}&\dots &a_{2j}&\dots &a_{2n}\\\vdots &&\vdots &&\vdots \\a_{m1}&\dots &a_{mj}&\dots &a_{mn}\end{pmatrix}}.}
Зокрема, якщо {\displaystyle V} є простором розмірності {\displaystyle n}, а {\displaystyle W} є простором розмірності {\displaystyle m}, то матриця довільного лінійного відображення для довільних базисів матиме порядок {\displaystyle m\times n.}
Якщо {\displaystyle V=W} (тоді лінійне відображення переважно називається лінійним перетворенням), то матриця довільного лінійного перетворення є квадратною. Якщо у цьому випадку  базиси {\displaystyle {\mathcal {A}}} і {\displaystyle {\mathcal {B}}} є однаковими для цієї матриці використовується позначення {\displaystyle M(T;{\mathcal {A}}).}
Зауваження. Подане тут означення є найпоширенішим у літературі але іноді може використовуватися означення де коефіцієнти розкладу векторів {\displaystyle T(\mathbf {a} _{j})} у базисі простору {\displaystyle W} утворюють рядки, а не стовпці матриці.

## Співвідношення між координатами векторів
Нехай векторні простори {\displaystyle V} і {\displaystyle W}, їх базиси {\displaystyle {\mathcal {A}}=(\mathbf {a} _{1},\ldots ,\mathbf {a} _{n})} і {\displaystyle {\mathcal {B}}=(\mathbf {b} _{1},\ldots ,\mathbf {b} _{m})} і лінійне відображення {\displaystyle T:V\to W} задані як і вище.
Кожен вектор {\displaystyle \mathbf {x} \in V} можна однозначно записати через елементи базиса {\displaystyle {\mathcal {A}}:}
{\displaystyle \mathbf {x} =x_{1}\mathbf {a} _{1}+\dotsb +x_{n}\mathbf {a} _{n}}.
Аналогічно {\displaystyle T(\mathbf {x} )\in W} можна однозначно записати через елементи базиса {\displaystyle {\mathcal {B}}:}
{\displaystyle T(\mathbf {x} )=y_{1}\mathbf {b} _{1}+\dotsb +y_{m}\mathbf {b} _{m}}.
Одержані таким чином координати можна записати як вектор-стовпці {\displaystyle {\begin{pmatrix}x_{1}\\\vdots \\x_{n}\end{pmatrix}}} і {\displaystyle {\begin{pmatrix}y_{1}\\\vdots \\y_{m}\end{pmatrix}}}.
Тоді ці координати пов'язані між собою через матрицю лінійного перетворення {\displaystyle M(T;{\mathcal {A}},{\mathcal {B}})}:
{\displaystyle {\begin{pmatrix}y_{1}\\\vdots \\y_{m}\end{pmatrix}}={\begin{pmatrix}a_{11}&\dots &a_{1n}\\\vdots &\ddots &\vdots \\a_{m1}&\dots &a_{mn}\end{pmatrix}}\cdot {\begin{pmatrix}x_{1}\\\vdots \\x_{n}\end{pmatrix}}}.

## Приклади
- Матриця тотожного перетворення (тобто {\displaystyle V=W} і {\displaystyle T(x)=x,\ \forall x\in V}) у випадку якщо базиси {\displaystyle {\mathcal {A}}} і {\displaystyle {\mathcal {B}}} є однаковими є одиничною матрицею. Якщо натомість вибрати різні базиси, то ця матриця буде рівною матриці переходу між базисами.
- Нехай {\displaystyle P_{n}(x)} позначає лінійний простір многочленів степені яких не перевищують {\displaystyle n}. Нехай на кожному такому просторі вибрано стандартний базис {\displaystyle (1,x^{1},x^{2},\ldots ,x^{n})}. Оператор формального диференціювання {\displaystyle (a_{0}+a_{1}x^{1}+a_{2}x^{2}+\ldots +a_{n}x^{n})'=a_{1}+2a_{2}x^{1}+\ldots na_{n}x^{n-1}} є лінійним оператором із {\displaystyle P_{n}(x)} у {\displaystyle P_{n-1}(x)} із стандартними базами. Матрицею цього перетворення є {\displaystyle n\times n+1}-матриця виду:

{\displaystyle {\begin{pmatrix}0&1&0&0&\dots &0\\0&0&2&0&\dots &0\\0&0&0&3&\dots &0\\\vdots &\vdots &\vdots &\vdots &\ddots &\vdots \\0&0&0&0&\dots &n\end{pmatrix}}}

### Перетворення на площині
Всюди нижче використовується єдиний базис для координат образу і прообразу перетворення.
- Обертання

Функціональна форма запису обертання на кут θ проти годинникової стрілки відносно початку координат 
{\displaystyle {\begin{cases}x'=x\cos \theta -y\sin \theta \\y'=x\sin \theta +y\cos \theta \end{cases}}}
Тобто вектор із координатами {\displaystyle x,y} переходить у вектор із координатами {\displaystyle x',y'}. Матрицею цього лінійного перетворення є матриця повороту і у матричній формі можна записати:
{\displaystyle {\begin{pmatrix}x'\\y'\end{pmatrix}}={\begin{pmatrix}\cos \theta &-\sin \theta \\\sin \theta &\cos \theta \end{pmatrix}}{\begin{pmatrix}x\\y\end{pmatrix}}}
- Масштабування

Функціональна форма масштабування:
{\displaystyle {\begin{cases}x'=s_{x}\cdot x\\y'=s_{y}\cdot y\end{cases}}}.
Матрицею цього перетворення є діагональна матриця:
{\displaystyle {\begin{pmatrix}x'\\y'\end{pmatrix}}={\begin{pmatrix}s_{x}&0\\0&s_{y}\end{pmatrix}}{\begin{pmatrix}x\\y\end{pmatrix}}}
Коли {\displaystyle \ s_{x}s_{y}=1}, тоді зберігається площа.
- Зсув

У випадку зсуву (shear) можливі два варіанти. Зсув по осі x {\displaystyle x'=x+ky} і {\displaystyle y'=y}; тоді матриця зсуву має вигляд:
{\displaystyle {\begin{pmatrix}x'\\y'\end{pmatrix}}={\begin{pmatrix}1&k\\0&1\end{pmatrix}}{\begin{pmatrix}x\\y\end{pmatrix}}}
Зсув по осі y {\displaystyle x'=x} and {\displaystyle y'=y+kx}, в цьому випадку:
{\displaystyle {\begin{pmatrix}x'\\y'\end{pmatrix}}={\begin{pmatrix}1&0\\k&1\end{pmatrix}}{\begin{pmatrix}x\\y\end{pmatrix}}}
- Відбиття

Для відбиття вектора щодо прямої, яка проходить через початок координат, нехай (lx, ly) вектор, що лежить на прямій. Матрицею відбиття щодо цієї прямої є матриця Хаусхолдера:
{\displaystyle \mathbf {A} ={\frac {1}{l_{x}^{2}+l_{y}^{2}}}{\begin{pmatrix}l_{x}^{2}-l_{y}^{2}&2l_{x}l_{y}\\2l_{x}l_{y}&l_{y}^{2}-l_{x}^{2}\end{pmatrix}}}
Відбиття відносно прямої, яка не проходить через початок координат не є лінійним перетворенням; це перетворення афінне.
Для відбиття точки відносно площини {\displaystyle ax+by+cz=0} можна використати рівняння {\displaystyle I-2NN^{T}}, де I — одинична матриця і N — одиничний вектор нормалі до площини. Матриця перетворення буде мати вигляд:
{\displaystyle {\begin{pmatrix}1-2a^{2}&-2ab&-2ac\\-2ab&1-2b^{2}&-2bc\\-2ac&-2bc&1-2c^{2}\end{pmatrix}}}
Такий підхід працює лише якщо площина проходить через початок координат: якщо ні, потрібне афінне перетворення.
- Ортогональна проєкція

Для проєкціонування вектора ортогонально на пряму, яка проходить через початок координат, позначимо як (ux, uy) вектор, що лежить на прямій. Тоді матрицею ортогонального проектування є матриця:
{\displaystyle \mathbf {A} ={\frac {1}{u_{x}^{2}+u_{y}^{2}}}{\begin{pmatrix}u_{x}^{2}&u_{x}u_{y}\\u_{x}u_{y}&u_{y}^{2}\end{pmatrix}}}
Як і з відбиттям, ортогональна проєкція на пряму, яка не проходить через початок координат є афінним перетворенням, а не лінійним.

## Властивості

### Ізоморфізми між просторами лінійних відображень і матриць
Для векторних просторів {\displaystyle V} і {\displaystyle W}, їх базисів {\displaystyle {\mathcal {A}}=(\mathbf {a} _{1},\ldots ,\mathbf {a} _{n})} і {\displaystyle {\mathcal {B}}=(\mathbf {b} _{1},\ldots ,\mathbf {b} _{m})} і лінійного відображення {\displaystyle T:V\to W}, матриця лінійного відображення {\displaystyle M(T;{\mathcal {A}},{\mathcal {B}})} визначена однозначно.
Навпаки, для таких просторів і базисів кожна {\displaystyle m\times n-}матриця {\displaystyle M={\begin{pmatrix}a_{11}&\dots &a_{1j}&\dots &a_{1n}\\a_{21}&\dots &a_{2j}&\dots &a_{2n}\\\vdots &&\vdots &&\vdots \\a_{m1}&\dots &a_{mj}&\dots &a_{mn}\end{pmatrix}}} задає єдине лінійне відображення із {\displaystyle V} у {\displaystyle W}.
Справді, якщо {\displaystyle {\mathcal {C}}=\{\mathbf {c} _{1},\cdots ,\mathbf {c} _{n}\}} є послідовністю будь яких векторів простору {\displaystyle W} (не обов'язково базисом), то існує єдине лінійне відображення {\displaystyle T:V\rightarrow W} з {\displaystyle T(\mathbf {a} _{j})=\mathbf {c} _{j}}, для {\displaystyle j=1,\cdots ,n}. Це єдине {\displaystyle T} визначається так
{\displaystyle T(x_{1}\mathbf {a} _{1}+\cdots +x_{n}\mathbf {a} _{n})=T(x_{1}\mathbf {a} _{1})+\cdots +T(x_{n}\mathbf {a} _{n})=x_{1}T(\mathbf {a} _{1})+\cdots +x_{n}T(\mathbf {a} _{n})=x_{1}\mathbf {c} _{1}+\cdots +x_{n}\mathbf {c} _{n}}
Кожна {\displaystyle m\times n-}матриця {\displaystyle M} однозначно визначає таку послідовність векторів за допомогою:
{\displaystyle \mathbf {c} _{j}=a_{1j}\mathbf {b} _{1}+a_{2j}\mathbf {b} _{2}+\dotsb +a_{mj}\mathbf {b} _{m}}
і відповідно єдине лінійне відображення, задане, як і вище.
Звісно, якщо {\displaystyle {\mathcal {C}}=\{\mathbf {c} _{1},\cdots ,\mathbf {c} _{n}\}}  виявиться базисом {\displaystyle W}, тоді {\displaystyle T} це лінійна бієкція; інакше кажучи, {\displaystyle T} це ізоморфізм. Якщо на додаток до цього {\displaystyle W=V}, тоді кажуть, що {\displaystyle T} це автоморфізм.
Таким чином простори лінійних відображень {\displaystyle T:V\to W} і матриць розмірності {\displaystyle m\times n} є ізоморфними векторними просторами. Проте ізоморфізм між ними заданий тут залежить від вибору базисів {\displaystyle {\mathcal {A}}} і {\displaystyle {\mathcal {B}}}. Для іншого вибору базисів одержується інший ізоморфізм, тобто одному і тому ж лінійному відображенню відповідатимуть різні матриці. В математичній літературі через це іноді пишуть, що ізоморфізми між лінійними відображеннями і матрицями не є канонічними.

### Матриця композиції лінійних відображень
Нехай додатково до попереднього дано також векторний простір {\displaystyle Z} розмірності {\displaystyle k} над тим же полем і лінійне відображення {\displaystyle S:W\to Z.} Нехай на {\displaystyle Z} вибрано базис {\displaystyle {\mathcal {C}}=\{\mathbf {c} _{1},\cdots ,\mathbf {c} _{k}\}.} Тоді аналогічно до попереднього можна визначити матрицю лінійного відображення {\displaystyle M(S;{\mathcal {B}},{\mathcal {C}}).} Дана матриця матиме розмірність {\displaystyle p\times m.}
Композиція відображень {\displaystyle S\circ T:V\to Z} (тобто відображення для якого {\displaystyle S\circ T(x)=S(T(x))}) буде лінійним відображенням матрицею якого буде добуток матриць {\displaystyle M(S;{\mathcal {B}},{\mathcal {C}})} і {\displaystyle M(T;{\mathcal {A}},{\mathcal {B}})}:
{\displaystyle M(S\circ T;{\mathcal {A}},{\mathcal {C}})=M(S;{\mathcal {B}},{\mathcal {C}})\cdot M(T;{\mathcal {A}},{\mathcal {B}})}.
Зокрема якщо {\displaystyle T} є лінійним ізоморфізмом, то матрицею оберненого відображення є обернена матриця до матриці відображення {\displaystyle T}:
{\displaystyle M(T^{-1};{\mathcal {B}},{\mathcal {A}})=(M(T;{\mathcal {A}},{\mathcal {B}}))^{-1}}.

### Зміна матриці при переході до нових базисів
Як зазначено вище матриця лінійного відображення залежить від вибору базисів {\displaystyle {\mathcal {A}}} і {\displaystyle {\mathcal {B}}} відповідних просторів. Проте матриці для різних базисів пов'язані простою формулою із використанням матриць переходу між базисами.
Нехай простори  {\displaystyle V} і {\displaystyle W} задані як і вище, для простору {\displaystyle V} вибрані два базиси {\displaystyle {\mathcal {A}}=(\mathbf {a} _{1},\ldots ,\mathbf {a} _{n})} і {\displaystyle {\mathcal {A}}'=(\mathbf {a} '_{1},\ldots ,\mathbf {a} '_{n}),} а у просторі {\displaystyle W} вибрані два базиси {\displaystyle {\mathcal {B}}=(\mathbf {b} _{1},\ldots ,\mathbf {b} _{m})} і {\displaystyle {\mathcal {B}}'=(\mathbf {b} '_{1},\ldots ,\mathbf {b} '_{m}).} Позначимо {\displaystyle B({\mathcal {A}},{\mathcal {A}}')} матрицю, стовпці якої є коефіцієнтами розкладу векторів із {\displaystyle {\mathcal {A}}'} через базис {\displaystyle {\mathcal {A}}.} Еквівалентно із використанням множення вектор-рядка на матрицю для {\displaystyle B({\mathcal {A}},{\mathcal {A}}')} виконується співвідношення 
{\displaystyle (\mathbf {a} '_{1},\ldots ,\mathbf {a} '_{n})=(\mathbf {a} _{1},\ldots ,\mathbf {a} _{n})\cdot {\displaystyle B({\mathcal {A}},{\mathcal {A}}')}}
де у правій частині вектори із рядка множаться на скаляри із матриці. Також якщо деякий вектор має координати  {\displaystyle {\begin{pmatrix}x_{1}\\\vdots \\x_{n}\end{pmatrix}}}у базисі {\displaystyle {\mathcal {A}}'} і {\displaystyle {\begin{pmatrix}y_{1}\\\vdots \\y_{n}\end{pmatrix}}} у базисі {\displaystyle {\mathcal {A}}}, то {\displaystyle {\begin{pmatrix}y_{1}\\\vdots \\y_{n}\end{pmatrix}}={\displaystyle B({\mathcal {A}},{\mathcal {A}}')}{\begin{pmatrix}x_{1}\\\vdots \\x_{n}\end{pmatrix}}.} У цій формулі навпаки координати у базисі {\displaystyle {\mathcal {A}}} виражаються через координати у базисі {\displaystyle {\mathcal {A}}'.} Матриця {\displaystyle B({\mathcal {A}},{\mathcal {A}}')} називається матрицею переходу від базиса {\displaystyle {\mathcal {A}}} до базиса {\displaystyle {\mathcal {A}}'} або (згідно попереднього у зворотному порядку) від координат у базисі {\displaystyle {\mathcal {A}}'} до координат у базисі {\displaystyle {\mathcal {A}}}.
Аналогічно можна визначити і матрицю {\displaystyle B({\mathcal {B}},{\mathcal {B}}')}, яка називається матрицею переходу від базиса {\displaystyle {\mathcal {B}}} до базиса {\displaystyle {\mathcal {B}}'} або від координат у базисі {\displaystyle {\mathcal {B}}'} до координат у базисі {\displaystyle {\mathcal {B}}}. Обидві ці матриці є невиродженими і {\displaystyle (B({\mathcal {A}},{\mathcal {A}}'))^{-1}=B({\mathcal {A}}',{\mathcal {A}})} і {\displaystyle (B({\mathcal {B}},{\mathcal {B}}'))^{-1}=B({\mathcal {B}}',{\mathcal {B}})}, тобто обернені матриці рівні матрицям зворотніх переходів між базисами.
Якщо тепер {\displaystyle T:V\to W} є лінійним відображенням і {\displaystyle M(T;{\mathcal {A}},{\mathcal {B}})} і {\displaystyle M(T;{\mathcal {A}}',{\mathcal {B}}')} є його матрицями у різних базах, то ці матриці задовольняють співвідношення:
{\displaystyle M(T;{\mathcal {A}}',{\mathcal {B}}')=B({\mathcal {B}}',{\mathcal {B}})\cdot M(T;{\mathcal {A}},{\mathcal {B}})\cdot B({\mathcal {A}},{\mathcal {A}}')=(B({\mathcal {B}},{\mathcal {B}}')^{-1}\cdot M(T;{\mathcal {A}},{\mathcal {B}})\cdot B({\mathcal {A}},{\mathcal {A}}').}
Зокрема якщо {\displaystyle V=W} і {\displaystyle T} є лінійним перетворенням, то його матриці  у базисах {\displaystyle {\mathcal {A}}} і {\displaystyle {\mathcal {A}}'} пов'язані співвідношенням:
{\displaystyle M(T;{\mathcal {A}}')=(B({\mathcal {A}},{\mathcal {A}}'))^{-1}\cdot M(T;{\mathcal {A}})\cdot B({\mathcal {A}},{\mathcal {A}}')}.
У простіших позначеннях, якщо {\displaystyle A} є матрицею перетворення у базисі {\displaystyle {\mathcal {A}}}, а {\displaystyle A'} є матрицею перетворення у базисі {\displaystyle {\mathcal {A}}'} і {\displaystyle U=B({\mathcal {A}},{\mathcal {A}}')}, то:
{\displaystyle A'=U^{-1}AU}.
Зауваження. У різних авторів матрицею переходу від  базиса {\displaystyle {\mathcal {A}}} до базиса {\displaystyle {\mathcal {A}}'} може називатися як матриця {\displaystyle B({\mathcal {A}},{\mathcal {A}}')} введена у цій статті, так і обернена до неї матриця {\displaystyle B({\mathcal {A}}',{\mathcal {A}}),} яка тут називається матрицею переходу від координат у базисі {\displaystyle {\mathcal {A}}} до координат у базисі {\displaystyle {\mathcal {A}}'}. Тоді зокрема у останній формулі замість матриці {\displaystyle U} використовують її обернену {\displaystyle V=U^{-1}} і формула подається у іншому поширеному виді {\displaystyle A'=VAV^{-1}.} Також при використанні замість визначеної у статті матриці відображення її транспонованої, матриці перетворення теж використовують транспоновані до визначених. тут. Через ці та інші причини формули, що пов'язують матриці відображень та перетворень при зміні базисів попри свою простоту є причиною численних помилок іноді навіть досвідчених математиків.

## Матриці деяких нелінійних відображень
Лінійне відображення не єдине, яке можна представити за допомогою матриць. Деякі перетворення що не є лінійними в 
евклідовому просторі Rn, можуть бути представлені як лінійне перетворення у просторі розмірністю n+1 — Rn+1. В такому випадку вона включатиме як афінні перетворення (такі як переміщення) і проективні перетворення. Зокрема матриці перетворення 4×4 широко використовуються у застосуваннях тривимірної комп'ютерної графіки. 
Ці n+1-вимірні матриці перетворення називаються по різному в залежності від області їх застосування, афінні матриці перетворення, проективні матриці перетворення, або в більш загальному варіанті матриці не лінійного перетворення. По відношенню до n-вимірної матриці, матриця розмірністю n+1- може вважатися розширеною матрицею.